# Nosrat Karimi
Pour les articles homonymes, voir Karimi.
Nosrat'Allah Karimi (en persan : نصرت الله کریمی), né le 22 décembre 1924 à Téhéran et mort dans la même ville le 3 décembre 2019, est un acteur, réalisateur, maquilleur, professeur d’université, scénariste et sculpteur iranien. Sa carrière s’étend sur une période de six décennies. Il est surtout connu pour son interprétation du personnage de Agha Joon (Cher père)  dans Mon oncle Napoléon et pour avoir été le sublime protagoniste dans Le Cocher.

## Biographie
Nosrat Karimi est né en 1925 à Téhéran, en Iran. Son père était un détaillant riche et respectueux. Dès l’enfance, il a une grande passion pour des arts. À six ans, il était fasciné par Charlie Chaplin et captivé par l’image du pauvre vagabond qui a refusé d’être écrasé sous le poids des fardeaux de la vie. Bientôt, Karimi apprend à imiter Chaplin et trouve sa première audience parmi ses proches et amis.
À neuf ans, il s’est maquillé pour ses rôles et depuis il a fait ses premières expériences dans l’art de maquillage. Son frère aîné, qui devient plus tard maître de miniature, Ali Karimi, reconnaît la tendance de Nosrat pour jouer et l’encourage à suivre son penchant. En compagnie de son frère, Nosrat a fait sa première visite au théâtre. À dix ans, il a réalise un buste du fameux poète iranien, Ferdowsi, pour lequel il remporte un prix notable.

### Carrière
Après l’école primaire, Karimi entre à l'Institut allemand de polytechnique. Une fois sorti de cette école, il s’inscrit à l’unique école de théâtre de ce temps à Téhéran. De 1938 à 1941, il a fait des études de l’art dramatique, le maquillage artistique, et le design de scène. 
En 1940, Karimi a travaillé en tant qu’acteur, artiste maquilleur et designer de scène pour diverses maisons de théâtre à Téhéran. Au début de 1953, Karimi a voyagé en Europe pour compléter ses études. À Rome, durant le premier mois de son séjour il a connu les fameux réalisateurs italiens Luchino Visconti et Vittorio De Sica. Les films néoréalistes de De Sica (Le Voleur de bicyclette, Miracle à Milan...) l’ont impressionné.
Au bout de six mois, Karimi se rend à Vienne, en Autriche, puis à Prague. Là, il fait ses études en production et réalisation à la télévision, se spécialise dans l'art d’animation et de marionnette. Son professeur le plus connu à l’Académie des Arts à Prague était Karel Zeman, le fameux artiste tchèque d’animation. C'est dans cette ville que naît le 22 mars 1960 son fils, Babak, qu'il a avec l'actrice de théâtre et réalisatrice Alam Danai.
Après Prague, il retourne à Rome pour y rester encore trois ans,. Il a travaillé comme assistant réalisateur pour Vittorio De Sica, en performant sur la scène, apparaissant dans les films musicaux, il fait le doublage d’un certain nombre des films italiens pour être distribués en Iran.  
En 1964, après onze ans en Europe divors avec Alam Danai, Nosrat Karimi retourne en  Iran. En 1965, il est embauché par le Ministère de la Culture et de l’Art afin de lancer et développer la commercialisation des dessins animés. Plus tard, Karimi se marie avec Parvin Teimouri qui donne naissance des deux autres enfant, Maziar et Mandana Karimi.il donne des cours, comme professeur, à la faculté des Beaux-arts de l’université de Téhéran et à l’Académie d’arts dramatiques où il enseigne divers styles d’art pendant plus que vingt ans. 
À la même période, Nosrat Karimi a produit deux séries télévisées : Monsieur le plaignant, une pièce de théâtre de marionnettes télévisée et Le Mariage, une série de vingt épisodes au sujet de la vie de couple. À travers ces séries populaires, Karimi obtient une vaste renommée dans la société iranienne.  
En 1969, Karimi commence à réaliser le film Le Voleur et le Policier, une adaptation persane de l’histoire des flics et des cambrioleurs. Pourtant, une fois rendu au tournage des dernières scènes du film, à cause des interventions du producteur il laisse tomber le travail. La même année, le réalisateur britannique, Terence Young tourne certaines scènes du film Opération opium en Iran. Il engage Karimi comme maquilleur artistique pour Yul Brynner et les autres acteurs.
De 1971 à  1973, Nosrat Karimi a écrit, réalisé trois films connus en y participant en tant qu’acteur: Le Cocher, La Solution et Un lit pour trois personnes.
Le Cocher était un succès, recevant surtout des critiques favorables. Le film est choisi comme une contribution iranienne aux festivals des films internationaux. Pourtant les autorités l’ont interdit d’être visionné à l’extérieur du pays. Des années plus tard, le film se trouve finalement à l’affiche dans les salles de cinéma en Europe. Sur la scène internationale, le réalisateur iranien Abbas Kiarostami qui était  acclamé et honoré en recevant la Palme d'or du Festival de Cannes 1997 et de nombreux lauréats internationaux, a fait éloge du film de Karimi en tant que le plus important film Cinéma iranien.
À cause de sa célébrité et son grand succès, Karimi reçoit des offres intéressantes de la part des producteurs.  Ainsi, dans les années 1970, Il a joué dans les nombreux films commerciaux des autres réalisateurs. Il a joué un seconde rôle dans une coproduction irano-japonaise. En 1975, comme le réalisateur et acteur et scénariste, Nosrat Karimi réalise son quatrième et dernier film, Un misérable. Le film, une satire au sujet de la montée des tensions dans les années 1970 à Téhéran, a également reçu des critiques favorables. 
En 1976, Karimi interprète le personnage de Agha joon dans la série Mon oncle Napoléon. C’est la série la plus réussie de la télévision iranienne. Un an plus tard, il produit la série télévisée Khosrô Mirza II. Cette série de seize épisodes est une comédie grotesque au sujet d’une famille aristocratique descendant de la dynastie Qâdjâr. Ensuite, il a écrit un scénario et se prête à lancer dans une production de film qui est interrompue lors de la Révolution iranienne.

## Après la Révolution
Après la Révolution iranienne, Nosrat Karimi est interdit pour une longue période de travailler comme réalisateur ou acteur. Durant ce temps-là, il a découvert son intérêt pour la sculpture. Il a fait des mini-sculptures dans de nombreuses expositions nationales et internationales. En plus, Karimi a écrit de nombreux scénarios pour la télévision et le cinéma.

## Filmographie

### Réalisateur
- 1971 : Mohallel
- 1971 : Le Cocher (Doroshkechi)
- 1972 : Un lit pour trois personnes (Takhtekhab-e se nafare)
- 1975 : Khane-kharab

### Acteur
- 1973 : Golgo 13 (ゴルゴ13, Gorugo 13?) de Jun'ya Satō